# 棕紅達里奧鱸
棕紅達里奧鱸，為輻鰭魚綱鱸形目鱸亞目棕鱸科的其中一種，分布於亞洲緬甸淡水流域，為熱帶淡水魚類，體長可達3公分，棲息在底中層水域，生活習性不明。

## 擴展閱讀
維基物種上的相關：棕紅達里奧鱸